# Giovanni Battista Piazzoni
Giovanni Battista Piazzoni (Bergamo, 24 febbraio 1805 – Villa d'Adda, 25 giugno 1881) è stato un imprenditore e politico italiano.

## Biografia
Figlio del facoltoso industriale della seta Costanzo Piazzoni, intervenne nell'insurrezione bergamasca del 1848 armando a sue spese la guardia nazionale di Villa d'Adda, comune nel quale possedeva una residenza signorile. Fu dapprima membro e poi presidente della Camera di commercio di Bergamo (1850-1864). Divenuto consigliere comunale del capoluogo orobico nel 1854, dovette sfuggire agli austriaci rifugiandosi presso Lugano, Parigi e Londra. Fece ritorno a Villa d'Adda nel 1859 e l'anno seguente venne nominato senatore del Regno da Vittorio Emanuele II, carica a cui rinunciò nel 1875. Nell'anno dell'Unità d'Italia, fu membro della commissione per l'esposizione italiana di Firenze. Morì il 25 giugno 1881 a Villa d'Adda, paese di cui era divenuto sindaco e proprietario di una delle tante filande.